# Narcissus bulbocodium
Narcissus bulbocodium L. è una pianta della famiglia delle Amarillidacee.